# إلويس جارفيس ماكغرو
إلويس جارفيس ماكغرو (بالإنجليزية: Eloise Jarvis McGraw)‏ (9 ديسمبر 1915، هيوستن في الولايات المتحدة - 30 نوفمبر 2000، بورتلاند في الولايات المتحدة)؛ كاتِبة مُتخصِّصة في أدب الأطفال وروائية أمريكية.